# Francisco Villa, Filomeno Mata
Francisco Villa är en ort i Mexiko.   Den ligger i kommunen Filomeno Mata och delstaten Veracruz, i den sydöstra delen av landet, 180 km nordost om huvudstaden Mexico City. Francisco Villa ligger 272 meter över havet och antalet invånare är 850.
Terrängen runt Francisco Villa är kuperad. Runt Francisco Villa är det tätbefolkat, med 356 invånare per kvadratkilometer. Närmaste större samhälle är Mecatlán, 4,7 km nordväst om Francisco Villa. Omgivningarna runt Francisco Villa är en mosaik av jordbruksmark och naturlig växtlighet.